# Berdeniella vanosica
Berdeniella vanosica és una espècie d'insecte dípter pertanyent a la família dels psicòdids que es troba a Europa: els Alps.